# Asura (serie de televisión)
Asura (en japonés, 阿修羅のごとく; rom. hepburn, Ashura no Gotoku) es una serie de televisión web japonesa, escrita y dirigida por Hirokazu Koreeda y protagonizada por Rie Miyazawa, Machiko Ono, Yū Aoi y Suzu Hirose. Es un drama familiar, adaptación de la serie Ashura no Gotoku, de 1979. Se estrenó en la plataforma Netflix el 9 de enero de 2025.

## Sinopsis
En el Tokio de 1979, Takiko revela a sus tres hermanas que su anciano padre tiene una aventura, y no solo eso, sino que también parece tener un hijo con ella. Takiko cree que deberían contárselo a su madre y pedir explicaciones a su padre, pero sus hermanas tienen diferentes puntos de vista, que reflejan sus propias vidas en algunos aspectos. La noticia de la infidelidad de su padre cae sobre sus vidas aparentemente felices y hace que vayan perdiendo la sonrisa y la capacidad de controlar sus propias emociones.

## Reparto
El reparto está formado por los siguientes actores:
- Rie Miyazawa como Tsunako Mitamura, la hija mayor de la familia Takezawa. Después de la muerte de su marido, se ganó la vida como profesora de ikebana, arreglos florales. Tiene un hijo, y una relación con Sadaharu, un hombre casado, el dueño del restaurante Masukawa, cuya mujer es precisamente la jefa de Tsunako.
- Machiko Ono como Makiko Satomi, la segunda hermana, ama de casa que vive con su marido, empleado en una empresa, y sus hijos. Aunque su vida parece feliz, sospecha que su marido la engaña. Niega la infidelidad de su padre, pues es quien mantiene unidas a las hermanas.
- Yū Aoi como Takiko Takezawa, la tercera hermana, bibliotecaria en la Biblioteca Metropolitana de Tokio. Fue ella quien, por algunas sospechas, pidió al detective Katsumata que investigara a su padre. Poco a poco nació un interés de Takiko por el propio Katsumata.
- Suzu Hirose como Sakiko Takezawa, la hermana menor, apasionada de boxeo y camarera en una cafetería, vive con un aspirante a boxeador. Pese al desprecio con que lo han tratado desde niño, ella tiene la esperanza de que su novio se convierta en un campeón, y hace grandes sacrificios por él.
- Masahiro Motoki como Takao Satomi, el marido de Makiko. Es gerente de departamento en su empresa. Pronto celebrarán su 20.º aniversario de bodas, pero se sospecha que tiene un romance con su secretaria, Akagi Keiko. Al enterarse del romance de Kotaro, Takao intenta restarle importancia diciéndole a su esposa y a sus cuñadas que lo dejen pasar, ya que todo podría ser un malentendido.
- Ryuhei Matsuda como Shizuo Katsumata, un detective privado. Se enamora de su cliente, Takiko, pero su timidez le impide expresarle sus sentimientos.
- Kisetsu Fujiwara como Hidemitsu Jinnai, el novio de Sakiko, un boxeador que lucha por ser reconocido.
- Seiyō Uchino como Sadaharu Masukawa, propietario del restaurante Masukawa; está casado, pero tiene encuentros secretos con Tsunako.
- Jun Kunimura como Kotaro Takezawa, el padre de las cuatro hermanas. Está jubilado, pero aparentemente sigue yendo al trabajo dos días por semana, aunque en realidad va a ver a su amante.
- Keiko Matsuzaka como Fuji Takezawa, la madre de las cuatro hermanas, que ha vivido siempre como una esposa fiel. Sabía que su marido la engañaba, pero prefirió guardar silencio.
- Yui Natsukawa como la esposa de Sadaharu.
- Naho Toda como Tonoko, la amante de Kotaro, una madre soltera con un hijo en edad de escuela primaria.
- Kumi Takiuchi como Keiko Akagi, subordinada de Takao.
- Kairi Jo como Hiro Satomi, hijo de Makiko y Takao.
- Maru Nouchi como Yoko, la hija de Makiko y Takao.
- Atsuko Takahata como la madre de Hidemitsu.

## Producción
El título hace referencia a los asura, seres sobrenaturales de la cosmología budista en lucha perpetua. La trama de la serie está basada en una novela de Kuniko Mukoda, Ashura no Gotoku, que fue adaptada tanto en una serie de televisión de 1979 con guion de la propia Mukoda, emitida por el canal NHK, como en una película de 2003 y una obra de teatro en 2022. Esta nueva versión se mantiene fiel a la historia y a la época en que se escribió, aunque introduce ligeros cambios. La autora no se basó en personajes reales para su obra; su intención fue describir el torrente de emociones que, como sucede con los asura, fluye entre cuatro personalidades contrapuestas que, a la vez, están profundamente conectadas entre sí.
Asura fue producida por Yasuo Yagi, quien llegó a colaborar con Mukoda antes de su fallecimiento en 1981 y se encargó de recuperar su novela. Está escrita y dirigida por Hirokazu Koreeda, que comentó acerca de la obra de Mukoda: «lo que hace que los dramas de Kuniko Mukoda sean tan ricos es el veneno superficial que se intercambia en las conversaciones y el amor que se esconde tras esas palabras crueles».
La génesis del proyecto se encuentra en un taller de dirección organizado por Bunbuku, un grupo creativo que Koreeda formó con algunos colegas. En dicho taller Koreeda utilizó la obra de Mukoda como una de las tareas. La noticia del taller llegó a oídos de Yasuo Yagi, que aprovechó la circunstancia para pedir a Koreeda que se hiciera cargo de la nueva adaptación que estaba preparando para Netflix. En ese momento Yagi había asignado ya los papeles de las cuatro hermanas a Miyazawa, Ono, Aoi y Hirose, mientras que los demás papeles fueron consensuados con el director.

### Guion
Koreeda mantuvo la ambientación temporal y la traza general de la obra original, e incluso pensó al principio en utilizar el guion original sin cambiar una palabra. Después conoció a la hermana menor de la guionista, Mukoda Kazuko, que le dijo que podía cambiar lo que quisiera. De este modo, y tomando como inspiración el filme Mujercitas (Greta Gerwig, 2019), introdujo algunas modificaciones. Algunas, para corregir algunos errores producto del apresuramiento con el que tuvo que trabajar la novelista para respetar plazos de entrega; otras, porque vio necesario adaptar los personajes a la personalidad de las actrices. Por ejemplo, en la versión original la hermana menor, Sakiko, se deja llevar por la felicidad o la infelicidad de su hombre. Pero si la intérprete iba a ser Suzu Hirose, tenía que ser una mujer de personalidad más fuerte y marcada, más moderna. Otros cambios afectaron al personaje de la hermana mayor. La frase «las mujeres son asura», que alude al estado de vida de las mujeres, aparece en un momento distinto de la trama y adquiere un nuevo tono y significado, pasando del tercer episodio al último. En líneas generales, la serie de Koreeda realza respecto al original el sentido de autoafirmación de cada una de las hermanas.

### Rodaje
El productor Yagi acogió las sugerencias de Koreeda para el equipo de producción, y este pudo contar con algunos de sus colaboradores habituales para la fotografía (Takimoto Mikiya), la música (a cargo de Fox Capture Plan), el vestuario (Ito Sachiko) y la dirección artística. También se contrató a una coordinadora de intimidad (Asada Tomoho) para preparar algunas de las escenas. Se rodó en película, no en formato digital, y con una sola cámara. Un problema que surgió durante el rodaje fueron las localizaciones de escenas en exteriores, dado que el paisaje urbano ha cambiado radicalmente desde la época de la versión original y y casi no quedan ni paisajes ni edificios de entonces; de hecho, según Koreeda ambientar una serie en 1979 es tan difícil como hacer un drama de época. En ese momento aún no se había decidido cómo se distribuiría la obra, que finalmente fue vendida a Netflix.

### Promoción
El 11 de noviembre de 2024 Netflix anunció el estreno de la serie, que por entonces estaba aún en posproducción, para el 9 de enero siguiente. El 2 de diciembre se presentó la producción en el Aoyama Grand Hotel de Tokio, con la asistencia de las actrices Rie Miyazawa, Machiko Ono, Yu Aoi, Suzu Hirose y el productor Yasuo Yagi.

## Recepción
La serie fue bien acogida por el público japonés, 46 años después de la versión original. A principios de enero de 2025 se hallaba en décima posición entre las más vistas de Netflix en el país. Un personaje que demostró ser particularmente popular entre los espectadores fue el del detective Katsumata, cuya modernidad sorprende en un texto de 1979. Debe notarse que es el único hombre que no está traicionando o mintiendo a su mujer en la obra.

### Crítica
La crítica acogió con comentarios en general positivos o muy positivos la obra. Diego Batlle (Otros Cines) no la considera una obra maestra pero sí una obra muy atractiva; aunque nota un acompañamiento musical algo recargado para la habitual austeridad del director, y «algunos excesos más propios de un culebrón, Asura se sostiene por la habitual profundidad psicológica, los múltiples matices, la sensibilidad y la empatía con que el director suele retratar a sus personajes, y por la ductilidad de las actuaciones».
Ernesto Diezmartínez, en Letras Libres, escribe que Koreeda dirige la serie «con esa elegancia invisible de la que solo son capaces los grandes maestros», que «avanza, episodio tras episodio, escena tras escena (casi todas ellas en interiores), con una sencillez engañosa», pero todos los pequeños gestos cotidianos que va mostrando no son otra cosa que la cifra de la humanidad de los personajes; «y si uno está atento en estas siete horas en las que somos testigos de los ires y venires de las hermanas Takezawa, muy pronto se dará cuenta que ningún gesto, ninguna palabra, ninguna mirada, ninguna inclinación de cabeza, es realmente trivial. Se les va la vida en cada uno de ellos».
Rebecca Nicholson (The Guardian), que la considera «el mejor drama de Netflix en años», juzga desconcertante el escaso eco que tuvo el estreno de Asura teniendo en cuenta el prestigio de su director. Elogia el modo en que está filmada, con una riqueza de detalles que atrapan la atención del espectador. Subraya asimismo la importancia de la comida, como es habitual en Koreeda, en tanto que vínculo entre las personas y motor de la trama. Concluye Nicholson: «las hermanas Takezawa generan olas, algunas grandes, otras más pequeñas, cada una recogiendo la agitación del momento y dejándola caer, antes de volver a empezar. Asura rebosa de emoción y alegría, un drama extraordinario y empático que merece mucha más atención de la que se le ha dedicado hasta ahora».
Daisuke Watanuki y Nanami Kobayashi (Vogue) comentan los aspectos sociales de la serie y sus cambios con respecto al texto original de 1979, en particular el modo en que muestra el conflicto entre hombres y mujeres. Asura es un drama de mujeres que descargan su ira contra hombres, como queda ya patente en la secuencia del título. Estas mujeres, como asuras, parecen reconciliadas con sus vidas, pero basta la menor provocación para sumirlas en una crisis de dudas y celos. Si en la versión original los hombres desempeñaban solo papeles secundarios, ahora la situación de privilegio masculino, las desigualdades y los comportamientos masculinos están mucho más definidos. Y, por otro lado, también los personajes femeninos ganan en espíritu de iniciativa, fuerza e independencia.